# 오클랜드 걸스 그래머 스쿨

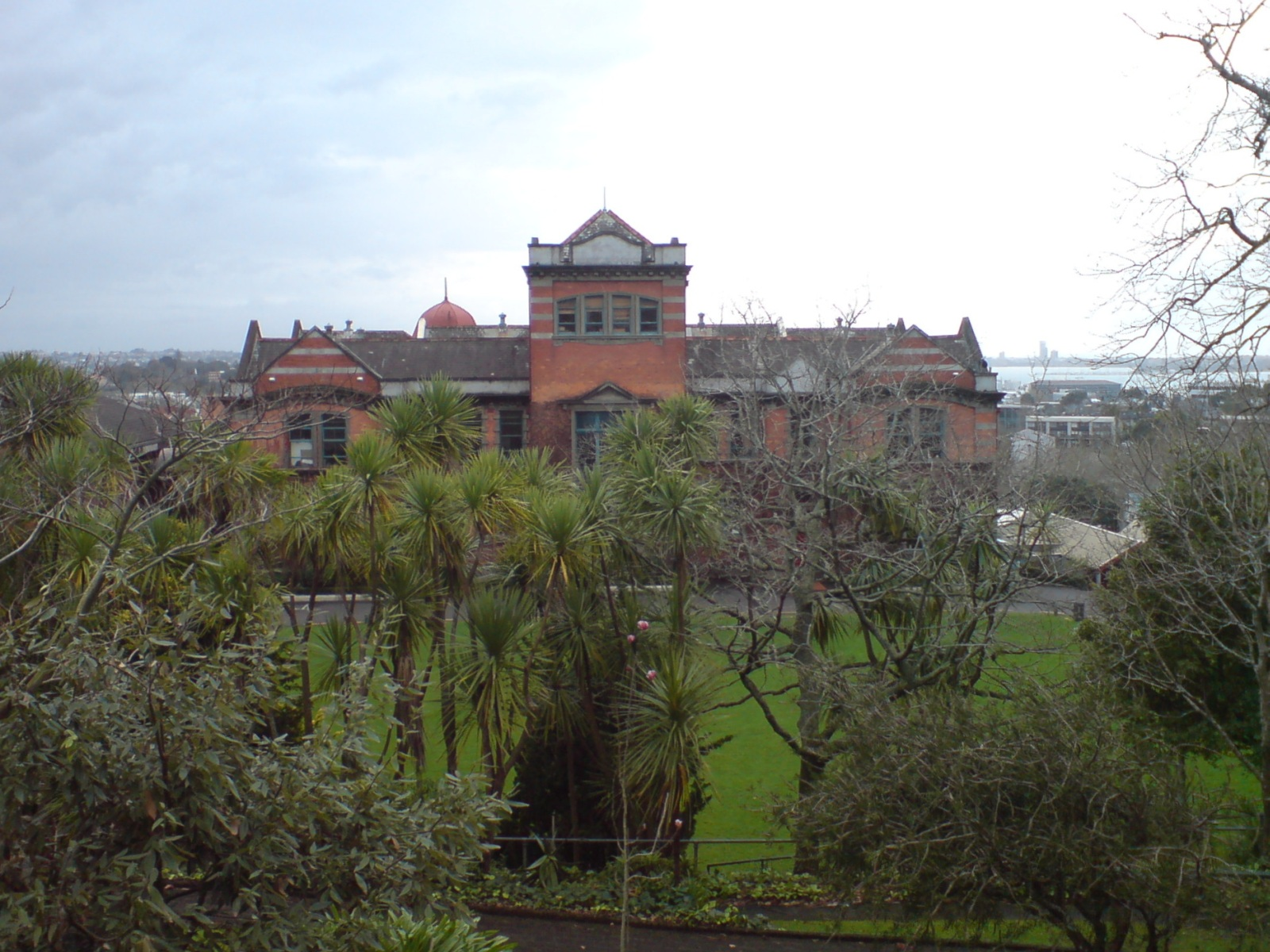

오클랜드 걸스 그래머 스쿨(Auckland Girls' Grammar School)은 뉴질랜드 오클랜드의 사립 개신교 계파 여자 초중고등학교이다. 1888년 뉴질랜드 오클랜드에서 첫 개교되어 현재에 이르고 있다.